# Bellis
Pour les articles homonymes, voir Bellis (homonymie).
Genre
Classification phylogénétique
Bellis est un genre de plante à fleurs de la famille des Asteraceae. Il inclut notamment la pâquerette, l'une des plantes les plus ubiquistes sur le plan mondial.
Ce sont des plantes herbacées.

## Liste d'espèces
- Bellis annua
- Bellis azorica
- Bellis bernardii
- Bellis longifolia
- Bellis pappulosa
- Bellis perennis L. - Pâquerette
- Bellis rotondifolia
- Bellis sylvestris